# Panská sněmovna

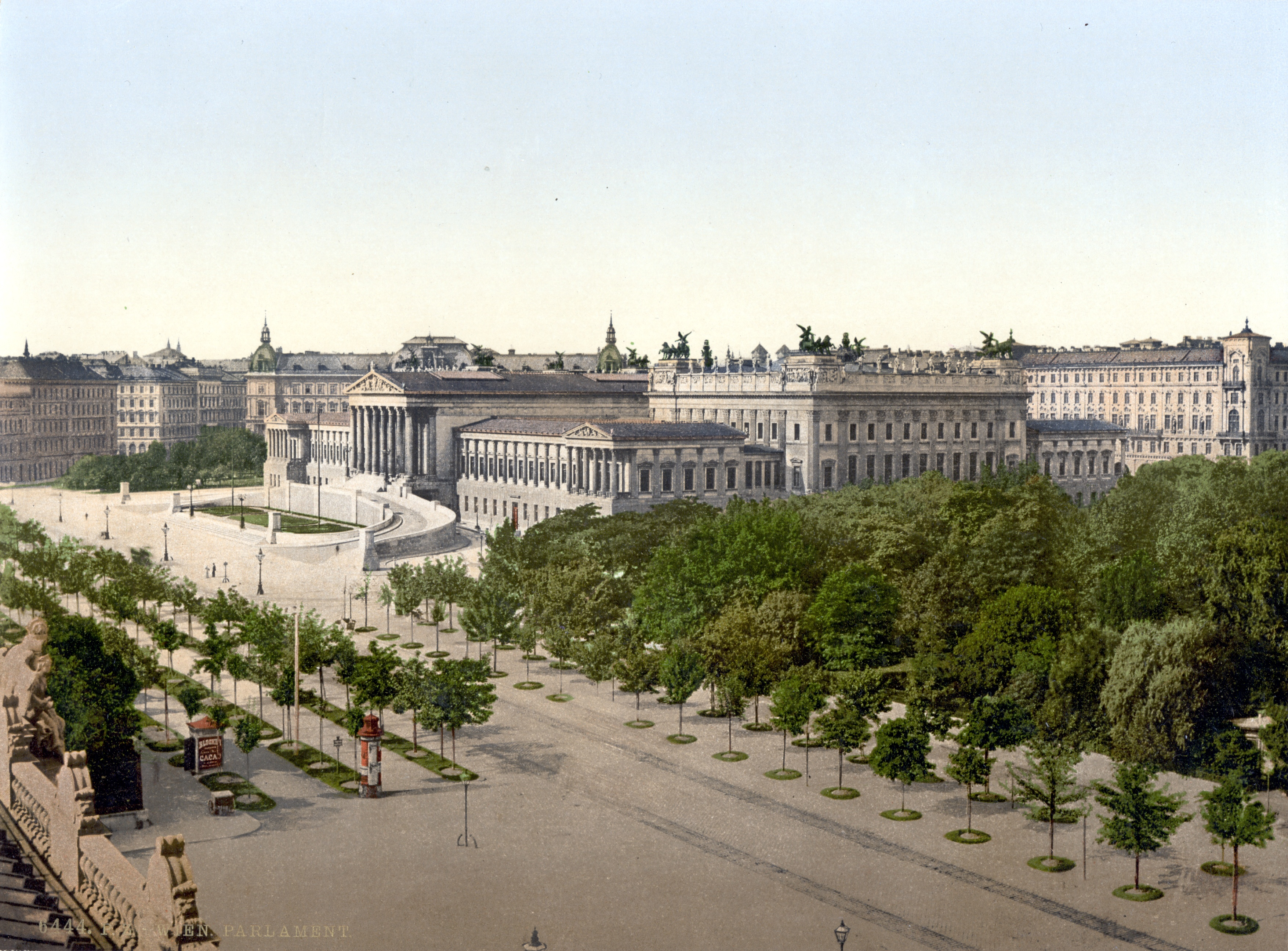
Budova rakousko-uherského parlamentu v Vídni

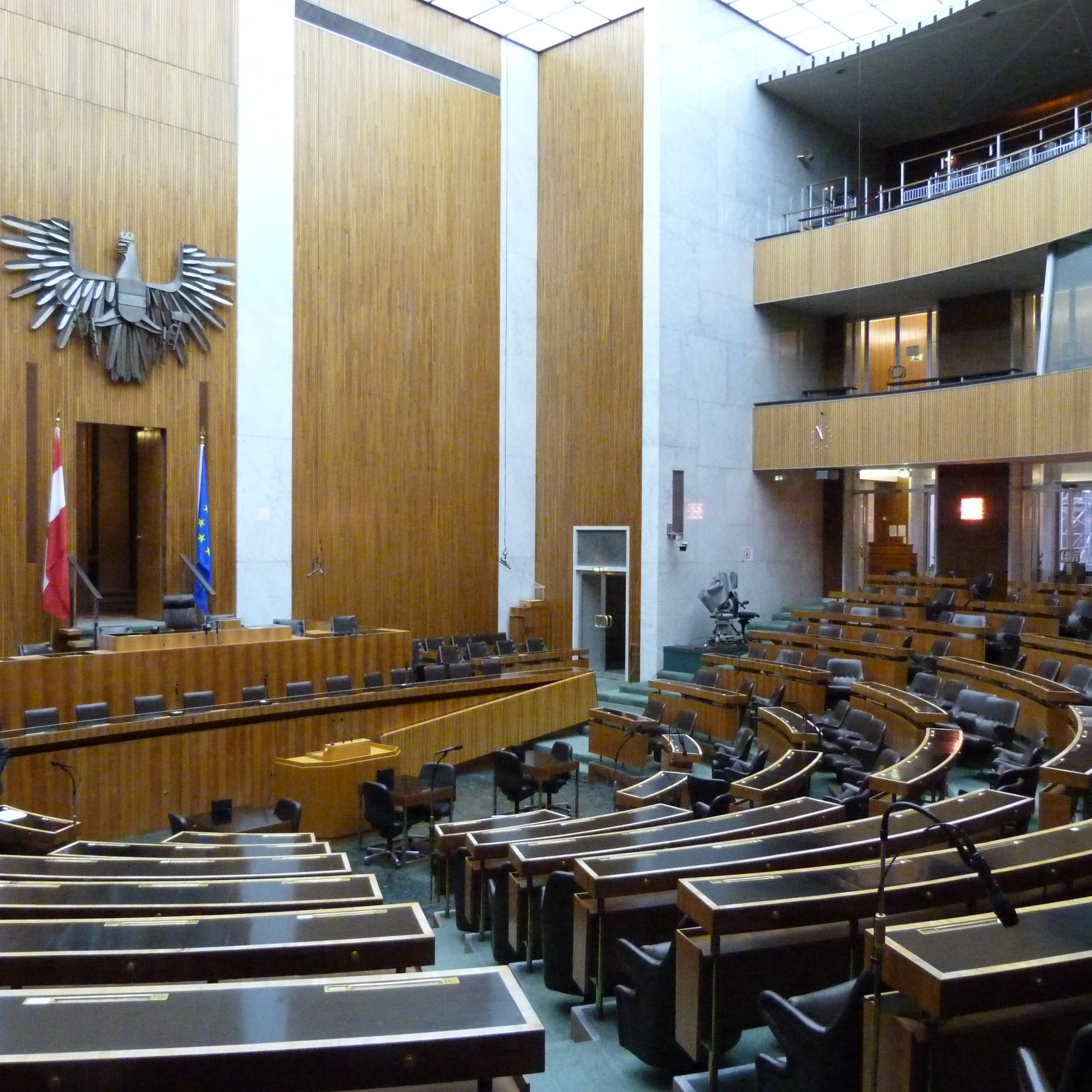
Bývalý sál panské sněmovny, zničený za náletu během druhé světové války a následně modernizovaný

Panská sněmovna (německy Herrenhaus) byla horní komora Říšské rady (Reichsrat), parlamentu Rakouska-Uherska. Byla zřízena v roce 1861 Únorovou ústavou a přetrvala až do konce monarchie v roce 1918.

## Složení
Panská sněmovna byla tvořena členy dědičnými, členy ex officio a členy jmenovanými. Do první skupiny patřili:
- zletilí princové císařského domu, tj. arcivévodové,
- hlavy „zámožné šlechty“ – šlechtici, kterým císař udělil právo dědičně zasedat v Panské sněmovně (z českých rodů např. Kinští, Kolovratové, Šlikové, Žerotínové nebo Chotkové).

Ex officio, tedy „z moci úřední“ arcibiskupové a ti biskupové, kterým náležela knížecí hodnost: arcibiskup vídeňský, salcburský, gorický, zadarský, pražský, olomoucký, tři arcibiskupové lvovští (římsko-, řecko- a arménsko-katolický a pravoslavný arcibiskup černovický, biskup tridentský, lublaňský, brixenský, lavantský, gurkský, seckovský, vratislavský a krakovský. V letech 1861–1865 (před ztrátou Benátska a vyrovnáním s Uhrami) měli ve sněmovně právo zasedat taktéž arcibiskup z Udine, benátský patriarcha (od r. 1862), řecko-katolický arcibiskup z Alba-Iulie a (od r. 1863) sedmihradský řecko-pravoslavný arcibiskup.
Jmenováni císařem byli rakouští státní občané, kteří byli do Sněmovny jmenováni doživotně za zásluhy o stát a církev, vědu a umění (jako první Čech sem byl jmenován František Palacký), dále např. průmyslníci Emil Škoda, Vojtěch Lanna mladší, František Ringhoffer III., architekt Josef Hlávka, právník Alois Pražák a další osobnosti kulturního života (Josef Myslbek, František Křižík, Antonín Dvořák, Jaroslav Vrchlický atd.).
Kupříkladu v roce 1911 se Panská sněmovna skládala ze 14 arcivévodů, 18 arcibiskupů, 90 členů zámožné šlechty a 169 občanů jmenovaných za zásluhy.
Předsedu a místopředsedy Panské sněmovny jmenoval císař na dobu zasedání, ostatní funkcionáře si volila sama. Dlouhodobým předsedou byl Alfred August Windischgrätz, který předsedal sněmovně v letech 1897 až 1918.

## Přehled dědičných členů
Dědiční členové měli mezi sebou pořadí dle šlechtického titulu, který nosili a „uvnitř“ svého ranku měli pořadí od nejstarší rodiny k nejmladší. členy tedy byly hlavy následujících rodin:
- tři suverénní knížecí rody: Lichtenštejnové (čtyři větve: panující, moravskokrumlovská, hollenežská a neulengbašská), Sasko-Kobursko-Gotha (katolická větev S.-K.-Koháry) a Schaumburg-Lippe (náchodská větev)
- sedmnáct (ve skutečnosti šestnáct) dříve suverénních knížecích rodin podle hodnosti:[2] Lobkovicové (dvě větve, roudnická i mělnická), Ditrichštejnové (nepřijali členství),[3] Auerspergové (vlašimská větev), Fürstenbergové (česká sekundogenitura), Schwarzenbergové (dvě větve, hlubocká i orlická), Thurn-Taxisové, Auerspergové (žlebská větev),[4] Khevenhüllerové, Colloredo-Mannsfeld (knížecí větev), Hohenlohe-Langenburgové (česká katolická větev), Starhembergové, Orsini-Rosenberg, Schönburg-Hartenstein, Salm-Raitz, Metternichové, Windischgrätzové (Alfredova větev) a Trauttmansdorffové (knížecí horšovotýnecká větev)
- šestnáct (ve skutečnosti patnáct) titulárních knížat podle stáří knížecího titulu: Lubomirští, Porcia, Lambergové (knížecí větev, neúčastnili se), Kinští (knížecí větev), Clary-Aldringenové, Paarové, Czartoryští,[5] Sanguszkové, Windischgrätzové (Weriandova větev), Collaltové, Rohanové, Sapiehové, Montenuovo, Ditrichštejnové (z rodu Mensdorf-Pouilly), Beaufort-Spontinové a Thun-Hohensteinové (knížecí děčínská větev).
- čtyři dříve suverénních hrabata podle data získání říšského stavovství: Schönbornové z Buchheimu (tzv. česká větev),[6] Wurmbrandt-Stuppach, Kuefstein-Greillenstein, Harrach-Bruck
- 64 rodů titulárních hrabat (72 hlasů dle rodových větví) podle stáří hraběcího titulu:[7] Šlikové, Lodronové, Hardekové, Montecuccoli-Laderchi, Tarnowští, Thurn und Valsassina,[5] Buquoyové, Althannové, Trauttmansdorffové (hraběcí gleichenberská větev),[8] Černínové z Chudenic, Czernin-Morzin, Valdštejnové, Thun-Hohensteinové (hraběcí klášterecká větev), Thun-Hohensteinové (děčínská větev, od r. 1911 knížata), Attemsové, Attemsové-Gilleis, Desfoursové, Herbersteinové, Nosticové (planská větev),[9] Nosticové (sokolovská větev), Ungnadové z Weissenwolffu, Vetterové z Lilie, Abensperg-Traun (petronellská větev),[10] Abensberg-Traun-Maißau,[10] Brandisové,[5] Trapp, Serényiové, Šternberkové, Kounicové, Lambergové-Ottenstein, Lambergové-Pöllau-Feistritz, Kolovratové, Hoyos, Kinští (chlumecká hraběcí větev), Falkenhaynové, Goëssové, Kálnoky, Fünfkirchenové, Wratislavové-Netoličtí, Žerotínové, Podstatští z Lichtenštejna, Wilczkové, Chotkové, Colloredo-Mannsfeld (hraběcí větev),[8], Larisch-Moenich, Silva-Taroucové, Clam-Martinicové, Dzieduszyčtí, Potočtí-Łańcut, Potočtí-Krzeszowicze, Bavorowští, Haugwitzové, Lanckorońští,[5] Gołuchowští, Lewicki, Beaufort-Spontinové (od r. 1876 knížata), Westphalen, Mensdorff-Pouilly, Miniscalchi (odmítli členství), Papafava (odmítli členství), Z Merana, Badeni, Colleoni (odmítli členství), Venier (odmítli členství), Vrints zu Falkenstein, Dobrzenští z Dobřenic, Widmann-Sedlnitzky, Walterskirchen, Gudenus, Sedlničtí z Choltic, Ludwigstorff, Wassilko von Serecki
- devět svobodných pánů podle stáří panského titulu: Walterskirchen (hrabata od r. 1907), Locatelli, Dalbergové, Hackelberg-Landau, Gudenus (hrabata od r. 1907), Sternbach zum Stock und Luttach, Ludwigstorff (hrabata od r. 1910), Wassilko von Serecki (hrabata od r. 1918), Kocové z Dobrše
- tři markýzové podle stáří titulu (všichni odmítli členství): Canossa, Guidi, Cavrianiové
- jeden lankraběcí rod: Fürstenbergové (větev z Weitry),[11]

Sněmovna byla otevřena 18. dubna 1861. Mnozí dědiční členové byli povoláni až po tomto datu:
- 1862: Althannové, Hardekové, Kinští-hraběcí chlumecká větev a Šlikové (7. února), Thurn-Taxisové (5. dubna)

- 1867: Schaumburg-Lippe, Porcia a Beaufort-Spontinové (1. dubna), Fünfkirchenové (5. května), Sasko-Coburg-Gotha, Lubomirští, Thurn-Valsassina a Abensberg-Traun-Maißau (25. listopadu)
- 1868: Fürstenbergové-lankraběcí větev (28. února)
- 1871: Lichtenštejnové-větev Hollenegg (28. ledna)
- 1873: Vrints zu Falkenstein (19. února), Hackelberg-Landau (22. dubna)
- 1879: Schwarzenbergové-orlická větev, Thun-Hohensteinové-děčínská, posléze knížecí větev, Chotkové a Bavorowští (20. září)

- 1881: Trauttmansdorffové-hraběcí gleichenberská větev a Lambergové-Ottenstein-hraběcí větev (16. listopadu)
- 1883: Lobkovicové-mělnická větev (15. února)
- 1889: Kolovratové (20. dubna)
- 1891: Nosticové-Sokolov (13. dubna)
- 1899: Dzieduszyčtí (8. září)
- 1907: Auerspergové-žlebská větev, Tarnowští, Ditrichštejn-Nikolsburg, Clam-Martinicové, Veter von der Lilie, Potočtí-Krzeszowicze, Gudenus, Dalbergové a Ludwigstorff (14. června), Lewicki (27. srpna)
- 1909: Hohenlohe-Langenburg, Žerotínové, Kálnoky, Mensdorff-Pouilly a Westphalen (27. prosince)
- 1912: Windischgrätzové-Weriandova větev, Wurmbrand-Stuppach, Colloredo-Mannsfeldové-hraběcí větev, Czerninové-Morzin, Serényiové, Dobřenští z Dobřenic, Sedlničtí z Choltic, Kocové z Dobrše a Locatelli (26. února)
- 1917: Lichtenštejnové-větev Neulengbach, Attemsové-Gilleis, Des Fours, Lambergové-Pöllau-Feistritz-hraběcí větev, a Widmannové-Sedlnitzky (19. května), Wassilko von Serecki (1. srpna)

Sedm rodů náleželo mezi šlechtu Benátského království a bylo v roce 1866 oficiálně vyškrtnuto, v předchozím období se však zasedání neúčastnili:
- markýzové Canossa, Cavriani a Guidi, hrabata Venier, Colleoni, Miniscalchi a Papafava (v předchozím období se však zasedání vůbec neúčastnili)
- vlastnictví majetku v Benátsku byl též důvod zániku dědičného členství knížat Collalto (vlastnili majetky v Benátsku i na Moravě). Do Panské sněmovny byl povolán Eduard, který se jednání neúčastnil z důvody stáří a nemoci a nedlouho po povolání zemřel († 1862). Syn a dědic Emanuel (1854–1924) nebyl ještě v roce 1866 zletilý, ale ani po dosažení zletilosti nebyl do Panské sněmovny povolán, což považoval za křivdu. Cítil se být zástupcem Moravy, kde ležel i jeho fideikomis Brtnice.

Pět rodů za dobu existence panské sněmovny vymřelo:
- knížata Ditrichštejnové-mediatizovaná větev (1864), Lichtenštejnové-Moravský Krumlov (1908), hrabata Wratislavové-Netoličtí (1867), Abensbergové-Traun-Petronell (1871) a Ungnadové z Weissenwolffu (1917).

Dva rody nedodržely ustanovení zakladatele fideikomisu, na který se mnohdy vázal hlas v panské sněmovně (hlavy rodů uzavřely morganatické sňatky) a proto o členství přišly:
- knížata Lambergové (1862), hrabata Šlikové (1906).

Tři rody přišly o členství neboť ztratily v dědické generaci rakouské (předlitavské) občanství (tato podmínka ale byla prominuta Thurn-Taxisům):
- princové Sasko-Coburg-Gotha (1881), knížata Porcia (1896), hrabata Lodronové (1880).

Jeden rod dosáhl obnovení členství, díky vymření rodové linie bez občanství a zděděním jejího majetku „domácí“ rodovou větví:
- hrabata Lodronové (1903).

Jednomu rodu bylo až do zániku sněmovny pozastaveno členství kvůli finančnímu bankrotu:
- hrabata Falkenheynové (1898).

Tři rody neměly v době rozpuštění sněmovny svého zástupce z důvodu nezletilosti:
- knížata Paarové (1903), Schwarzenbegové-Orlík (1914), hrabata Potočtí-Krzeszovicze (1908, otec nezletilého, hrabě Andrzej Kazimierz byl zavražděn).

V jednom rodě po smrti aktivního člena odmítl jeho bratr jako poslední svého rodu užívat členství ve sněmovně:
- hrabata Kounicové (1897).

Jeden rod se z věkových a zdravotních důvodů členství vůbec neujal (povolán 1861):
- Ditrichštejnové (starší knížecí linie, † 1864)

V jednom rodě se nástupci dosavadního dědičného člena z věkových a zdravotních důvodů neujali členství:
- hrabata Ungnadové z Weissenwolffu (1912, rod vymřel v roce 1917).

Dvěma rodům nebyl povolán nástupce z důvodu brzkého zániku monarchie, jejich zástupci zemřeli v roce 1918:
- hrabata Dzieduszyčtí (1918) a Podstatzští-Lichtenštejn (1918).

## Předsedové Panské sněmovny
- 1861–1867 kníže Karel Vilém Auersperg (1814–1890)
- 1868–1869 kníže Josef František Colloredo-Mannsfeld (1813–1895)
- 1869–1870 kníže Karel Vilém Auersperg (1814–1890)
- 1870–1871 hrabě František z Kuefsteina (1794–1871)
- 1871–1879 kníže Karel Vilém Auersperg (1814–1890)
- 1879–1896 hrabě Ferdinand Trauttmansdorff (1825–1896)
- 1897–1918 kníže Alfred III. Windischgrätz (1859–1927)